# Uran (pierwiastek)
Uran (U, łac. uranium) – pierwiastek chemiczny z grupy aktynowców w układzie okresowym. Wśród pierwiastków występujących naturalnie na Ziemi ma największą liczbę atomową – 92 (nie licząc śladowych ilości 
93Np i 
94Pu).

## Właściwości

### Właściwości atomowe
W uranie naturalnym występuje głównie słabo promieniotwórczy izotop 238
U (około 99,3%), któremu towarzyszy 235
U (około 0,7%) i ślady 234
U. Jądra wszystkich izotopów uranu ulegają rozpadowi radioaktywnemu. Jądra izotopów 235
U i 233
U ulegają samoistnemu i wymuszonemu rozszczepieniu.
Przykładowe reakcje rozszczepienia wymuszonego (tj. następującego w wyniku zderzenia jądra np. z neutronem, n) 235
U:
235
U + n  →  144
Ba + 90
Kr + 2n + ok
. 200 MeV
235
U + n  →  141
Ba + 92
Kr + 3n + 170 MeV
235
U + n  →  139
Te + 94
Zr + 3n + 197 MeV
W reakcjach tych generowanych jest więcej neutronów niż jest zużywanych. Średnio 1 zużyty neutron powoduje uwolnienie 2,45 neutronów potomnych. W odpowiednich warunkach – gdy co najmniej jeden neutron potomny wywołuje rozpad kolejnego jądra – proces ten może mieć charakter samopodtrzymującej się lub wybuchowej reakcji łańcuchowej.

### Właściwości fizyczne
Czysty uran jest srebrzystobiałym metalem o dużej gęstości – 65% większej niż gęstość ołowiu – lecz w odróżnieniu od niego jest jednym z najtwardszych metali (HB = 2400 MN/m²). Jest plastyczny i kowalny, jest słabym paramagnetykiem i przewodnikiem elektrycznym (opór właściwy 28×10−8 Ω·m; 16 razy większy od miedzi).
Tworzy formy alotropowe:
- alfa (rombowa) stabilna do 668 °C;
- beta (tetragonalna) stabilna w zakresie od 668 do 775 °C;
- gamma (regularna centrowana objętościowo b.c.c) od 775 °C do temperatury topnienia.

### Właściwości chemiczne
Jest silnie elektrododatni. Reaguje z prawie wszystkimi pierwiastkami niemetalicznymi i z wieloma ich związkami. Kwas solny i azotowy roztwarzają uran, ale kwasy nieutleniające poza kwasem solnym roztwarzają go bardzo powoli. Silnie rozdrobniony jest piroforyczny i reaguje z zimną wodą. Na powietrzu pokrywa się ciemną warstwą tlenku. Ze względu na reaktywność z rud ekstrahuje się go w układach wodnych i przekształca w tlenek uranu(IV) lub inne formy używalne w przemyśle.

## Występowanie

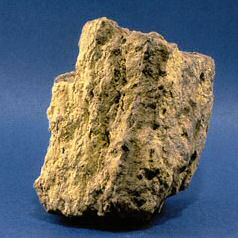
Bryłka rudy uranu

Uran występuje na Ziemi naturalnie w postaci związków chemicznych, w skorupie ziemskiej w ilości 1,8 ppm, zajmując 51. miejsce wśród pierwiastków. Można znaleźć go w skałach (w granicie 2 – 10 mg/kg skały), glebie, wodzie (w oceanie 0,0033 ppm), roślinach, zwierzętach, a także w ciele ludzkim. Występuje w większym stężeniu w rudach uranu. Tworzy minerały; najważniejszymi minerałami uranu są:
- blenda uranowa
- uraninit UO
2 + UO
3
- karnotyt K
2(UO
2)
2(VO
4)
2·2H
2O

Złoża rud uranu klasyfikuje się głównie według kosztów wydobycia 1 funta uranu. Najniższe koszty wydobycia wynoszą poniżej 80 $/lb, takie zasoby stanowią kilkanaście procent znanych zasobów. Znane i realnie rozpoznane złoża, w 2013 roku, o kosztach wydobycia poniżej 130 $/lb sięgają 5,9 mln ton. Największe zasoby znajdują się na terenie Australii (28% zasobów światowych), Kazachstanu (15%), Kanady (9%), Rosji (8%) i Namibii (7%).
| Państwa o największym wydobyciu rud uranu w 2014 roku (w tys. ton U) | Państwa o największym wydobyciu rud uranu w 2014 roku (w tys. ton U) |
| -------------------------------------------------------------------- | -------------------------------------------------------------------- |
| Kazachstan                                                           | 23,1                                                                 |
| Kanada                                                               | 9,1                                                                  |
| Australia                                                            | 5,0                                                                  |
| Niger                                                                | 4,1                                                                  |
| Namibia                                                              | 3,3                                                                  |
| Rosja                                                                | 3,0                                                                  |
| Uzbekistan                                                           | 2,4                                                                  |
| Stany Zjednoczone                                                    | 1,9                                                                  |
| Chiny                                                                | 1,5                                                                  |
| Ukraina                                                              | 0,9                                                                  |
| Łącznie na świecie                                                   | 56,2                                                                 |
| Źródło: World Uranium Mining                                         |                                                                      |

Najwięksi wydobywcy uranu (przedsiębiorstwa) w 2022 roku:
1. Kazatomprom (11 373 ton; 23% produkcji światowej)
2. Cameco (5675 ton; 12% produkcji światowej)
3. Orano (5519 ton; 11% produkcji światowej)

Syntetyczny rozszczepialny izotop 233
U otrzymuje się przez bombardowanie toru 232
Th neutronami.

### Występowanie w Polsce
Niezbyt wydajne złoża uranu występują w Polsce w Rudawach Janowickich (Miedzianka, Kowary), w okolicach Masywu Śnieżnika (Kletno), w Górach Świętokrzyskich oraz w Górach Izerskich (Kromnów, Kopaniec), zostały one jednak w znacznym stopniu wyeksploatowane na potrzeby ZSRR do lat 50. XX wieku. W latach 60. XX w. złoża uranu odkryto w okolicach wsi Rajsk niedaleko od Bielska Podlaskiego.
Rabunkowe wydobycie rud uranu w Miedziance doprowadziło do zniszczenia i wysiedlenia miasta. W Kowarach u stóp Karkonoszy dla turystów otwarta jest kopalnia uranu Podgórze. W latach 1974–1989 działało w Kowarach Inhalatorium Radonowe; zamknięto je po 15 latach działalności, po zawaleniu się nieeksploatowanej części kopalni stanowiącej źródło radonu. Później uruchomiono nowe, komercyjne inhalatorium radonowe w dawnej kopalni uranu i fluorytu „Liczyrzepa”. Po poprowadzeniu tam podziemnej trasy turystycznej kompleks nazwano „Sztolnie Kowary”. Występująca tam koncentracja radonu jest bardzo niska. Jest to jedna z pięciu tego typu atrakcji na świecie. Wyrobisko Kopaliny w pobliżu Kletna jest także udostępnione do zwiedzania przez turystów.

## Związki chemiczne uranu

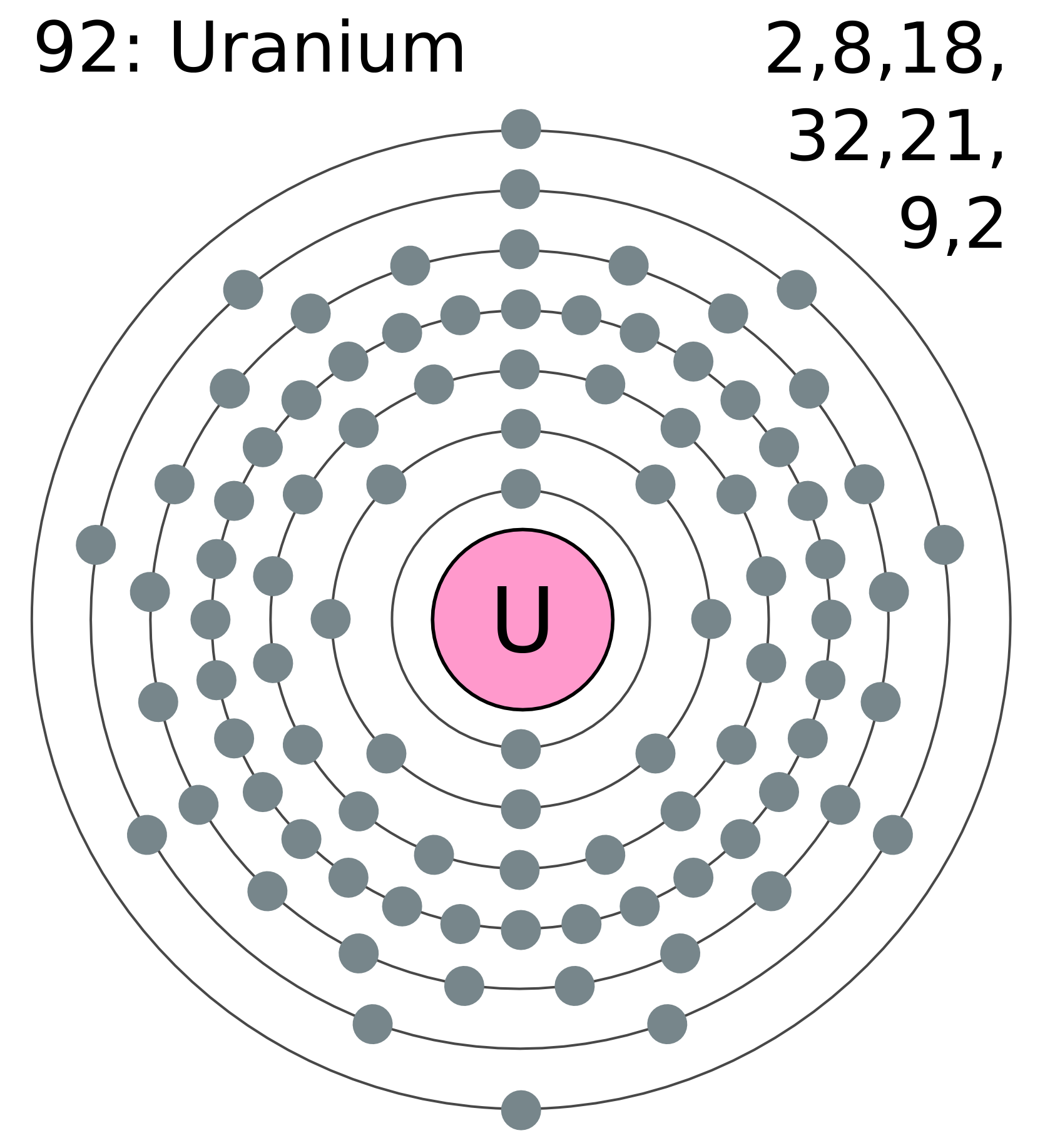
Konfiguracja elektronowa uranu

Uran reaguje z tlenem z powietrza, pokrywając się stopniowo najpierw złotożółtą, a następnie czarną warstwą tlenków. W podwyższonych temperaturach jest reaktywny. Podgrzany do 450 °C reaguje z azotem, tworząc azotki, ogrzany w wodorze tworzy wodorek UH
3, a w temperaturze wrzenia wydziela z wody wolny wodór. Uran roztwarza się łatwo w rozcieńczonych kwasach. Zapala się w powietrzu już po umiarkowanym ogrzaniu, a sproszkowany nawet w temperaturze pokojowej. Reaguje z kwasami, siarką, chlorem, fluorem. Wszystkie rozpuszczalne związki chemiczne uranu są trujące.
Najtrwalszym ze stopni utlenienia uranu jest VI. Tlenek uranu(VI) (UO
3) to proszek o barwie od żółtej do pomarańczowej. W temperaturze powyżej 500 °C przechodzi on w oliwkowozielony U
3O
8, który jest najtrwalszym z tlenków uranu i występuje w przyrodzie jako minerał uraninit. UO
3 jest tlenkiem amfoterycznym. W wyniku gotowania UO
3 z wodą powstaje wodorotlenek uranylu UO
2(OH)
2. Stabilne w roztworze wodnym jony uranu to czerwone U3+
, zielone U4+
 oraz żółte UO2+
2.

## Zastosowania
Głównym zastosowaniem jest użycie izotopu 235
U jako materiału rozszczepialnego w reaktorach jądrowych, które znalazły zastosowanie w elektrowniach jądrowych oraz w napędzie okrętów podwodnych. Ponadto jest wykorzystywany do produkcji w broni jądrowej. Zawartość izotopu 235
U w uranie naturalnym wynosi 0,7% i jest ona zbyt niska do wielu zastosowań. W związku z tym wymaga on przetworzenia zwiększającego zawartość tego izotopu w procesie zwanym wzbogacaniem. W efekcie uzyskuje się tzw. uran wzbogacony oraz produkt uboczny zwany uranem zubożonym. Do wzbogacania uranu używać można np. wirówek wzbogacających.
Rozszczepienie jądra 235
U uwalnia energię całkowitą rzędu 200 MeV (dla porównania, reakcja C + O
2  →  CO
2 podczas spalania węgla kopalnego dostarcza 4 eV/atom węgla). Teoretycznie jeden gram tego izotopu (czyli kulka o średnicy ok. 0,5 cm) może więc dostarczyć ok. 82–87 gigadżuli energii, co odpowiada spaleniu ok. 2,5 t węgla kamiennego lub wybuchowi 33 ton trotylu. Pomimo że rozszczepialny izotop uranu stanowi jego niewielką część, a w reaktorach rozszczepieniu ulega tylko jego część i niewielka część uranu 238, to uran jest obecnie najbardziej skondensowanym źródłem energii wykorzystywanym przez człowieka do wytwarzania energii cieplnej.
Inne zastosowania uranu:
- Uranu używano do barwienia szkła i ceramiki, obecnie ze względu na strach przed promieniowaniem, zaniechano tego zastosowania.
- 238
U jest przetwarzany na pluton w reaktorach powielających[3]: 238
U (n, γ) → 239
U → 239
Np + β → 239
Pu + β

- Metaliczny uran ze względu na dużą liczbę masową jest używany jako tarcza w generatorach promieniowania X o dużej energii.
- 238
U jako izotop o bardzo długim okresie rozpadu (4,468×109 lat) oraz produkty rozpadu służą do określania wieku skał.
- Uran (w praktyce uran zubożony) jako metal o bardzo dużej gęstości używany jest jako rdzeń przeciwczołgowych pocisków podkalibrowych.
- Stosowany jest też w fotografii oraz analizie chemicznej.

## Historia
Uran w postaci naturalnego tlenku był używany od co najmniej 79 roku n.e. do barwienia na żółty kolor wyrobów szklanych. Żółte szkło z zawartością 1% tlenku uranu znaleziono niedaleko Neapolu we Włoszech.
Uznanie uranu za pierwiastek przypisuje się chemikowi Martinowi Heinrichowi Klaprothowi, który ogłosił to odkrycie w 1789 roku, nadając nowemu pierwiastkowi nazwę uranium, nawiązując do wcześniejszego o 8 lat odkrycia planety Uran przez astronoma niemieckiego pochodzenia Williama Herschela. Pierwiastek ten w formie czystej został wyodrębniony po raz pierwszy przez Eugène-Melchiora Péligota w 1841 roku.
Izotop 235
U oznaczano dawniej przez AcU i nazywano aktynouranem.